# 15703 Yrjölä
15703 Yrjölä è un asteroide della fascia principale. Scoperto nel 1987, presenta un'orbita caratterizzata da un semiasse maggiore pari a 2,2089781 UA e da un'eccentricità di 0,1335502, inclinata di 6,02665° rispetto all'eclittica.